# Palacio de Justicia del Condado de Presque Isle
El Palacio de Justicia del Condado de Presque Isle, también conocido como el Palacio de Justicia de Onaway, es un edificio gubernamental ubicado en la esquina de las calles State y Maple en Onaway, una ciudad en el estado de Míchigan (Estados Unidos). Fue designado Sitio Histórico del Estado de Míchigan en 1978 e incluido en el Registro Nacional de Lugares Históricos en 1980. 

## Historia
Merritt Chandler nació en 1843 cerca de Adrian. Hizo una fortuna en la explotación forestal y luego en la construcción de carreteras; en 1886 planificó el pueblo de Onaway. En 1903, Onaway tenía una población de 3000 habitantes, lo que lo convierte en el asentamiento más grande del condado de Presque Isle. En 1908, Chandler construyó este edificio y lo donó al condado en un esfuerzo por arrebatarle la sede del condado a Rogers City.
No tuvo éxito, por lo que en 1911 se inició una campaña para crear un nuevo condado para Onaway, que se llamaría Condado de Forest. La unidad falló, pero como compromiso, las sesiones de la corte del condado se alternaron entre Rogers City y Onaway hasta la década de 1940.
El edificio cumplió varias funciones a lo largo de los años, pero comenzó a deteriorarse. A fines de la década de 1990, comenzaron los esfuerzos de restauración y se gastó más de un millón de dólares para mejorar el sistema eléctrico y de calefacción, reemplazar el techo y las ventanas, renovar el interior e instalar un reloj en la torre.
A partir de 2009, el edificio alberga una sucursal de la biblioteca de distrito de Presque Isle, el Museo Histórico de Onaway, la Cámara de Comercio y las oficinas de la ciudad de Onaway.

## Descripción
El Palacio de Justicia del Condado de Presque Isle es una estructura asimétrica de dos pisos construida con bloques de hormigón vertido sobre una base de piedra de campo. Su diseño ecléctico incorpora estilos de villa italiana, neorrománico y nerrenacentista. Tiene un techo a cuatro aguas de pendiente baja con aleros colgantes sostenidos por ménsulas y una torre cuadrada descentrada.